# Arachnodes vigilans
Arachnodes vigilans là một loài bọ cánh cứng trong họ Bọ hung (Scarabaeidae).